# Stadtwerke Leoben

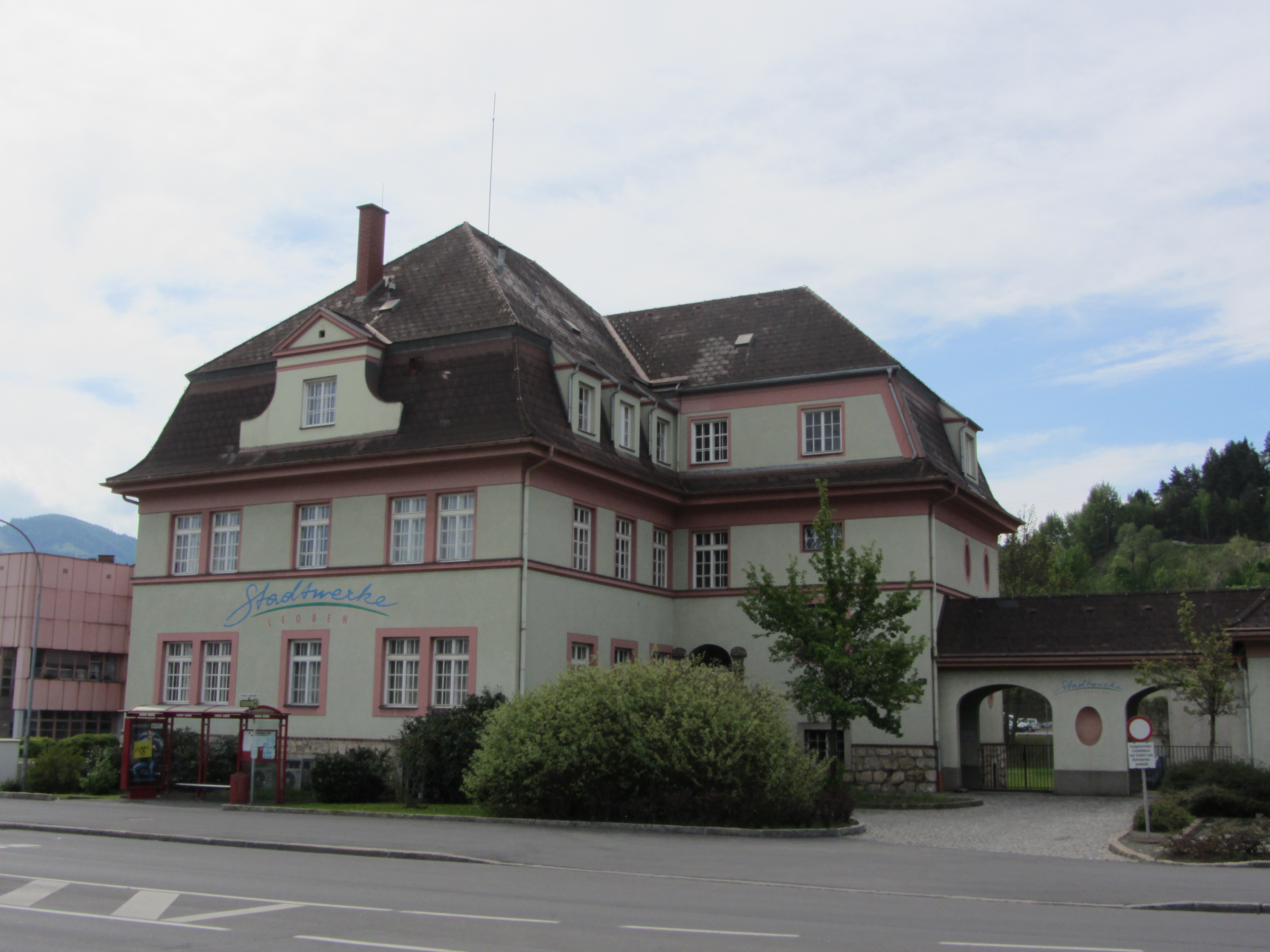
Der Unternehmenssitz

Die Stadtwerke Leoben nehmen in Leoben kommunale Dienstleistungsaufgaben wahr. Zu den Geschäftsbereichen zählt der Parkraumservice, die Gas- und Wasserversorgung, Haustechnik, Verkehrsbetrieb, ein Kfz-Technikzentrum sowie die Bestattung.

## Geschichte
Das Unternehmen wurde im Jahr 1837 erstmals erwähnt, als dieses den Brunnen am Stadtplatz Leoben mit Wasser versorgte. 1884 begann man mit der Gasversorgung in Leoben. 1892 erhielten die Stadtwerke Leoben die Erlaubnis zur Errichtung von Trinkwasser und Nutzwasserversorgung. 1914 wurde das Bestattungsunternehmen gegründet. Am 19. Juni 1956 wurde die Eigenbetriebssatzung der Stadtwerke Leoben beschlossen. Seit 2003 ist Dipl.-Ing. Ronald Schindler der Direktor der Stadtwerke Leoben.

## Organisation und Geschäftsbereiche
- Gasversorgung Leoben[3]
- Stadtwärme Leoben[4]
- Wasserversorgung Leoben[5]
- Bestattung Leoben[6]
- Parkraumservice[7]
- Haustechnik[8]
- Stadtwerke Leoben Verkehrsbetriebe[9]
- Kfz-Technikzentrum[10]